# C.F. Abel: Sonatas from the Maltzan Collection
C.F. Abel: Sonatas from the Maltzan Collection – album muzyki dawnej okresu XVIII w. prezentujący sonaty niemieckiego kompozytora Karla Friedricha Abla pochodzące z odnalezionego w 2015 roku w Bibliotece Uniwersytetu Adama Mickiewicza w Poznaniu księgozbioru rodziny Maltzanów, upublicznione dzięki działaniom polskiej muzykolog Sonii Wronkowskiej. Utwory zostały wykonane przez małżeństwo Krzysztofa (viola da gamba) i Annę (klawesyn, pianoforte) Firlusów i wiolonczelistę Tomasza Pokrzywińskiego (wiolonczela barokowa). Album ukazał się 4 marca 2019 pod szyldem DUX Recording Producers (nr kat. DUX 1564). Nominacja do Fryderyka 2020 w kategorii «Album Roku Muzyka Dawna». Nominacja do Międzynarodowych Nagród Muzyki Klasycznej 2020 (ICMA = International Classical Music Awards) w kategorii Barokowa Muzyka Instrumentalna.

## Lista utworów
- Sonata in G major for viola da gamba & b.c. A2:72 
  - 1. Moderato [4:24]
  - 2. Adagio [2:36]
  - 3. Rondeau [2:46]
- Sonata in D major for viola da gamba & b.c. A2:75 
  - 4. Un poco Vivace [5:09]
  - 5. Adagio [3:14]
  - 6. Vivace [3:06]
- Sonata in G minor for viola da gamba & b.c. A2:56A 
  - 7. Allegro [4:41]
  - 8. Adagio [2:22]
  - 9. Tempo di Minuet [2:35]
- Sonata in A minor for viola da gamba & b.c. A2:57A 
  - 10. Moderato [4:44]
  - 11. Adagio [2:44]
  - 12. Tempo di Menuet [3:08]
  - 13. Allegro [3:59]
  - 14. Adagio [2:48]
  - 15.  Allegro [2:58]
- Sonata in D major for viola da gamba & b.c. A2:50 
  - 16. Allegro [3:29]
  - 17. Adagio [3:29]
  - 18. Allegro [2:31]

kadencje oryginalne Karl Friedrich Abel 2, 17
kadencje Krzysztof Firlus 3, 5, 8, 11

## Wykonawcy
- Krzysztof Firlus - viola da gamba
- Anna Firlus - klawesyn, pianoforte
- Tomasz Pokrzywiński - wiolonczela barokowa